# NGC 5756
NGC 5756 (również PGC 52825) – galaktyka spiralna z poprzeczką (SBbc), znajdująca się w gwiazdozbiorze Wagi. Odkrył ją John Herschel 5 czerwca 1836 roku.